# ماریانا شورکویچ
ماریانا شورکویچ (به انگلیسی: Marijana Šurković) (زادهٔ ۱۴ فوریهٔ ۱۹۸۴) شناگر اهل کرواسی است.